# Marko Gruškovnjak
Marko Gruškovnjak (6 dicembre 1965) è un ex calciatore sloveno, di ruolo centrocampista.